# تاكاهيرو ماساكاوا
تاكاهيرو ماساكاوا (باليابانية: 増川 隆洋) (8 نوفمبر 1979 في هيميجي في اليابان – )؛ هو لاعب كرة قدم ياباني سابق كان يلعب كمدافع.

## وصلات خارجية
- تاكاهيرو ماساكاوا على موقع رابطة كرة القدم اليابانية للمحترفين (اليابانية)
- تاكاهيرو ماساكاوا على موقع قاعدة بيانات كرة القدم.إي يو (الإنجليزية)
- تاكاهيرو ماساكاوا على موقع Soccerway.com (الإنجليزية)
- تاكاهيرو ماساكاوا على موقع عالم كرة القدم.نت (الإنجليزية)
- تاكاهيرو ماساكاوا على موقع كووورة